# Un OZN de singurătate

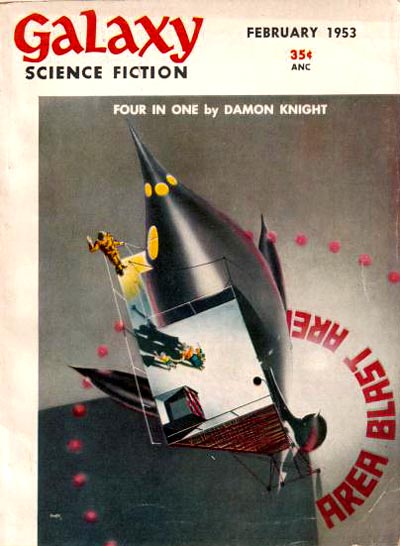
"Un OZN de singurătate" a fost prima dată publicată în numărul din februarie 1953 al revistei Galaxy.

„Un OZN de singurătate” („A Saucer of Loneliness”) este o povestire științifico-fantastică de Theodore Sturgeon. A apărut inițial  în revista Galaxy Science Fiction nr. 27 (februarie 1953). A fost mai târziu adaptată ca teatru radiofonic pentru drama NBC X Minus One în 1957; și ca al doilea segment al celui de-al 25-lea episod (episodul 1, sezonul 2, 1986–87) al serialului de televiziune Zona crepusculară, cu actrița Shelley Duvall în rolul principal.

## Prezentare
Povestirea descrie ce fac extratereștrii atunci când sunt singuri și felul în care oamenii reacționează când află că și membrii altor civilizații suferă de singurătate.

## Episod TV
Un OZN de singurătate (titlu original: A Saucer of Loneliness) este al doilea segment al primului episod al sezonului al II-lea al serialului Zona crepusculară din 1985. A avut premiera la 27 septembrie 1986.  Adaptarea pentru televiziune diferă de  povestire în mai multe aspecte mai ales din cauza cerințelor de prezentare TV a povestirii. Singurătatea femeii, dezvăluită foarte lent în povestire, este evidentă încă de la începutul episodului. Intervalul de timp este mai scurt.

## Traduceri
A apărut în limba română în Almanah 2009 (din ianuarie 2009) al revistei Sci-Fi Magazin. Povestirea a fost tradusă de Emanuel Huțanu.